# (9300) Johannes
(9300) Johannes (1985 PS) – planetoida z pasa głównego asteroid okrążająca Słońce w ciągu 4,34 lat w średniej odległości 2,66 j.a. Odkryta 14 sierpnia 1985 roku.